# شرکت دارایی بوستون
شرکت دارایی بوستون (به انگلیسی: Boston Properties) یک شرکت سرمایه‌گذاری املاک است که مقر آن در بوستون در ایالات متحده آمریکا قرار دارد. تمرکز این شرکت بر کسب، توسعه و مدیریت بازارهای عمده در نیویورک، واشینگتن، دی. سی و سان فرانسیسکو است. این شرکت در راستای توسعه فضای کاری با کارایی بالا، چندین املاک باارزش نظیر ساختمان جنرال‌موتورز را در نیویورک به ارزش ۲٫۸ میلیارد دلار تصاحب کرده‌است که بیشترین پرداخت برای یک ساختمان اداری در آمریکا است. این شرکت همچنین دو هتل را تصاحب کرده‌است. در سال ۲۰۰۵ نیز، آسمان‌خراش مدرن ۹۰۱ خیابان نیویورک را در واشینگتن، دی. سی ساخت.
شرکت دارایی بوستون در سال ۱۹۷۰ توسط مورتیمر زاکرمن و ادوارد اچ. لیند افتتاح‌شد.